# Calamus microsphaerion
Calamus microsphaerion är en enhjärtbladig växtart som beskrevs av Odoardo Beccari. Calamus microsphaerion ingår i släktet Calamus och familjen Arecaceae.

## Underarter
Arten delas in i följande underarter:
- C. m. microsphaerion
- C. m. spinosior